# Chłaniówek
Chłaniówek – kolonia w Polsce położona w województwie lubelskim, w powiecie krasnostawskim, w gminie Żółkiewka.
W latach 1975–1998 miejscowość administracyjnie należała do województwa zamojskiego.
Wieś stanowi sołectwo gminy Żółkiewka. Według Narodowego Spisu Powszechnego (III 2011 r.) wieś liczyła 141 mieszkańców.
Miejscowość występuje na Topograficznej Karcie Królestwa Polskiego z roku 1839.